# Historia rolnictwa

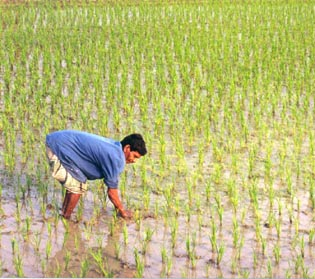

Tradycyjnie przyjmuje się, że rolnictwo rozwinęło się około 10 000 lat p.n.e., przechodząc od tamtych czasów znaczny rozwój. Utrzymuje się, że Żyzny Półksiężyc na Bliskim Wschodzie był miejscem najwcześniejszego zaplanowanego siewu i zbioru plonów roślin, które wcześniej rosły dziko. Jednak istnieje coraz więcej dowodów wskazujących na to, że pewne formy celowego wykorzystania roślin uprawnych były znane ludziom znacznie wcześniej. Uważa się również, że niezależny rozwój rolnictwa nastąpił w północnych i południowych Chinach, Sahel w Afryce, Nowej Gwinei i kilku regionach obu Ameryk. Rolnicze praktyki, takie jak irygacja, płodozmian, stosowanie nawozów i pestycydów odkryto dawno temu, jednak dopiero w XX wieku znacznie je rozwinięto i udoskonalono. Metoda Habera i Boscha, polegająca na syntezie saletry amonowej stanowiła ważny przełom i umożliwiła wytwarzanie nawozów sztucznych na skalę przemysłową. W XX wieku, rolnictwo charakteryzowało się znacznym podniesieniem wydajności. Osiągnięto ten stan, dzięki wprowadzeniu na szeroką skalę nawozów syntetycznych, pestycydów, doboru hodowlanego oraz mechanizacji. Historia najnowsza rolnictwa obejmuje takie kwestie, jak zanieczyszczenie wód, biopaliwa, organizmy zmodyfikowane genetycznie oraz dotacje gospodarskie. W ostatnich latach rolnictwo zostało w niektórych krajach zmodernizowane, w celu ograniczenia zatruwania środowiska naturalnego. W państwach średnio i wysoko rozwiniętych powstają gospodarstwa ekologiczne.

## Początki rolnictwa
Istnieją badania, mogące sugerować, że już 28 000 lat temu (26 000 p.n.e.) mieszkańcy Wysp Salomona celowo wykorzystywali pewne gatunki roślin, jak taro i zakleśń, i w tym celu przenosili je w miejsca, gdzie rośliny te naturalnie nie występowały. 23 000 lat temu nad Jeziorem Galilejskim żyli łowcy-zbieracze, którzy pozostawili ślady pierwotnej uprawy roślin na niewielką skalę. Około 17 do 18 tysięcy lat temu w Dolinie Nilu w Egipcie używano już żaren, znaleziono też ślady wykorzystywania jadalnych bulw.

## Era neolityczna

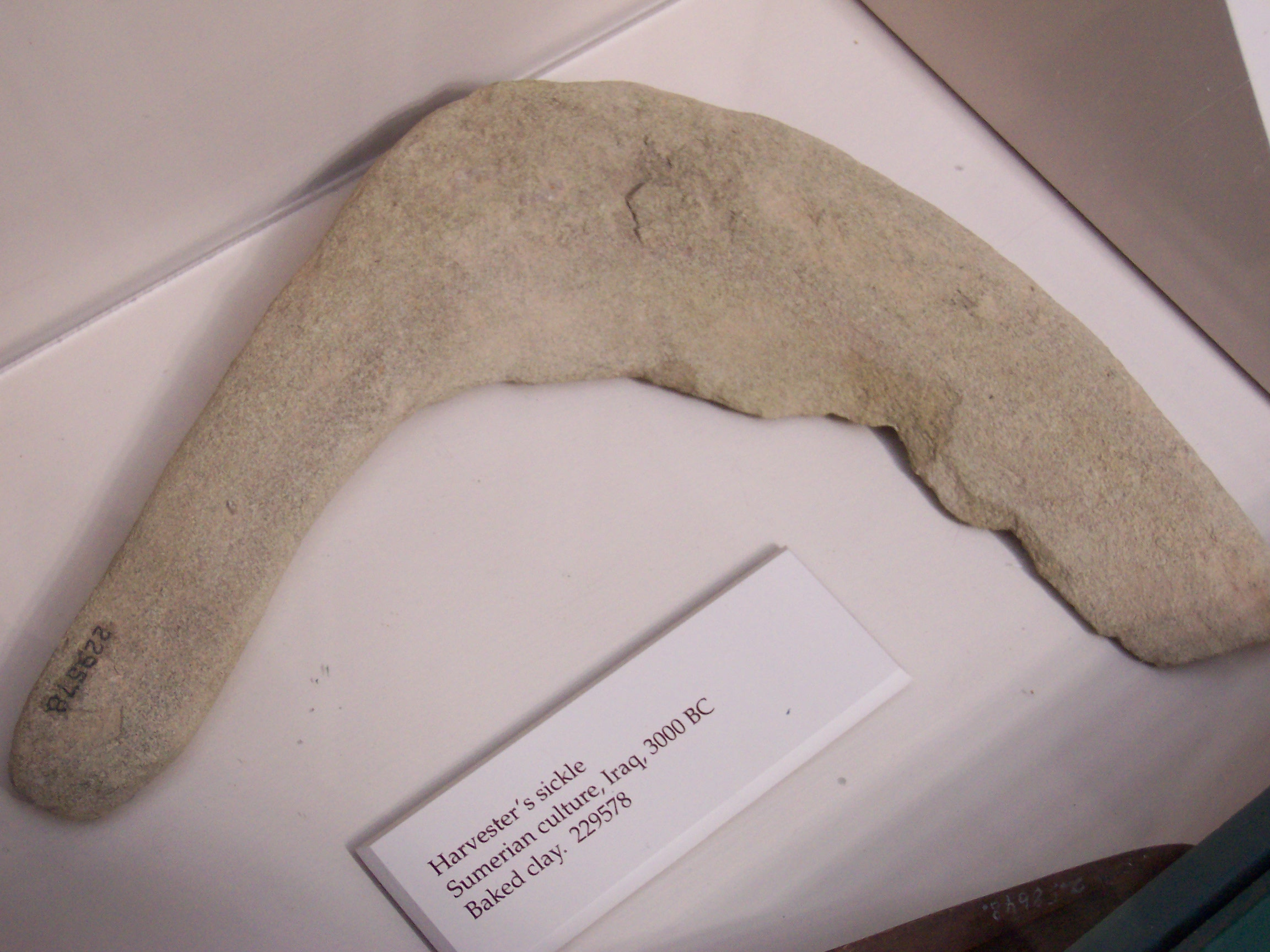
Sumeryjski sierp gliniany

Jednoznaczne zidentyfikowanie dokładnego miejsca, gdzie powstało rolnictwo jest trudne, ponieważ przeobrażenie się społeczeństw z łowiecko–zbierackich na osiadłe, których egzystowanie polegało w głównej mierze na uprawie roślin, zaczęło się tysiące lat przed wynalezieniem pisma. Pomimo to, na podstawie badań paleobotaników udało się ustalić, że pierwsze rośliny spożywcze uprawiano tuż po Młodszym dryasie (około 9500 l. p.n.e.), we wczesnym holocenie, na terenie Lewantu, w regionie Żyznego Półksiężyca. Udowodniono, że w Południowo-Zachodniej Azji oraz w Północnej Afryce używano dzikich zbóż, na co wskazują dowody antropologiczne i paleontologiczne (stanowisko Ohalo II w Izraelu, terytorium rozwoju kultury natufijskiej  w Lewancie, stanowiska wzdłuż rzeki Nil sprzed 10 tysięcy lat p.n.e.). Około roku 9500 p.n.e. w rolnictwie istniało już osiem roślin uprawnych: na początku pojawiła się pszenica płaskurka oraz pszenica samopsza, następnie jęczmień zwyczajny, groch zwyczajny, soczewica jadalna, wyka soczewicowata, ciecierzyca pospolita i len zwyczajny. Pomimo iż te osiem roślin zostało odkrytych w Lewancie i datowano rozpoczęcie ich uprawy mniej więcej na ten sam przedział czasowy, to panuje przekonanie, że pszenica została zasiana i zebrana na znaczną skalę, jako pierwsza.